# Ирам (народна ношња)
Ирам је део народне ношње познат у Васојевићима и околини Ђевђелије. Ради се о хаљетку налик прегачи.  

## Изглед и ношење
На територији Ђевђелије се ткао са основом од памука и прављен је од два платна. Шаре су водоравне, а обично само при дну има и прибир- шаре које се другачије називају и очи.
У Васојевићима тачније у Наији се састављао од две поле, набирао се око појаса и запасао се тако што је покривао доњи део облаје која би тако остала непокривена само низ бутину са леве стране. Облају је покривао само до украшеног дела чохом и везеног. Шаре су биле разнобојне и ткао се од вуне. Украшен је китама  од памука и вуне, ресама разих боја, звонцима, новцем и прапорцима.  
Када је реч о Лијевој Реци тамо су га носиле имућније жене старости између 35 и 50 година. Израђивани су јако живописно, били богато украшени, извезени памуком и танком пређом. Жене из Лијеве Реке су ретко саме ткале, ираме су добављале из Наије или су их жене из Наије удате у Лијевој Реци израђивале. Етнографски музеј у Београду је набавио ирам из Полимља који је рађен пре тридесет година. Основе је од црне вуне, нема орнамената ни накита, а по крајевима је проткан белим памуком те су крајеви више бели него црни. Састављен је од две поле које су водоравно пришивене док се са стране на ужим странама, као украс налазе кратке црне ресе.
Ирам који су младе носиле је био јако живописан и богат и украшен ђинђувама.